# Atomfall
Atomfall è un videogioco d'azione di sopravvivenza del 2025, sviluppato e pubblicato da Rebellion Developments. Il gioco è ambientato all'interno di uno scenario storico alternativo degli anni Sessanta, in cui il disastro nucleare di Windscale avrebbe ridotto gran parte dell'Inghilterra settentrionale in zona soggetta a quarantena per radioattività. Il gioco è stato pubblicato per PlayStation 4, PlayStation 5, Microsoft Windows, Xbox One e Xbox Series X/S il 27 marzo 2025. Il gioco ha ricevuto recensioni generalmente favorevoli da parte della critica.